# Nguyễn Minh Triết

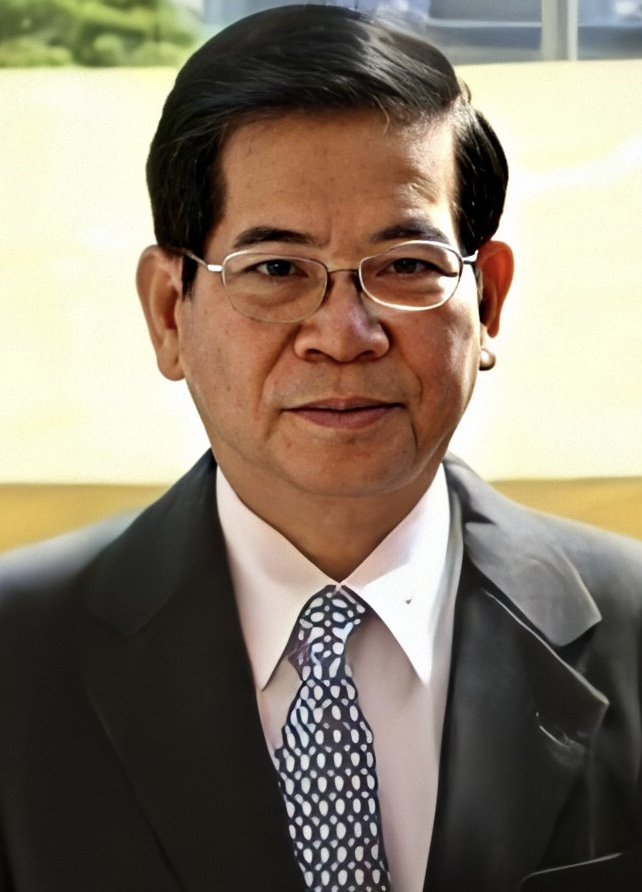
Nguyễn Minh Triết, 2010

Nguyễn Minh Triết (* 8. Oktober 1942 in der heutigen Provinz Bình Dương) war von 2006 bis 2011 Präsident der Sozialistischen Republik Vietnam.

## Leben
Nguyễn Minh Triết wurde in einem Dorf in der heutigen Provinz Bình Dương in der Nähe von Ho-Chi-Minh-Stadt geboren. Dort studierte er in den 1960ern Mathematik und war in der Studentenbewegung aktiv, die sich gegen das von den USA unterstützte Regime wandte. Im Jahr 1965 trat er unter dem Decknamen Sau Phong der Kommunistischen Partei Vietnams bei, die zu dieser Zeit im Untergrund wirken musste. Nach dem Vietnamkrieg ab dem Jahr 1975 arbeitete er in den leitenden Gremien des Jugendverbandes der Partei. Ab dem Jahr 1991 übernahm er die Leitung des Parteikomitees seiner Heimatprovinz Bình Dương, in die er 1988 zurückgekehrt war. Im selben Jahr wurde er auch Mitglied des Zentralkomitees. Im Januar 2001 wurde er Sekretär des Parteikomitees von Ho-Chi-Minh-Stadt. In seiner Amtszeit konnte er den südvietnamesischen Mafiaboss Năm Cam überführen. Er zeichnete sich durch den Kampf gegen die Korruption aus und öffnete Ho-Chi-Minh-Stadt für ausländische Investoren.
Auf dem 10. Parteitag der Kommunistischen Partei Vietnams im April 2006 wurde er zum Präsidenten der Republik vorgeschlagen und am 27. Juni 2006 von der Nationalversammlung bestätigt. An diesem Tag trat er die Nachfolge von Trần Đức Lương an. Am selben Tag schlug er Nguyễn Tấn Dũng als neuen Regierungschef vor.